# Tontscho Tontschew
Tontscho Dimitrow Tontschew; bulgarisch: Тончо Димитров Тончев; englische Transkription: Toncho Dimitrov Tonchev (* 1. Dezember 1972 in Sliwen, Volksrepublik Bulgarien) ist ein ehemaliger bulgarischer Profiboxer und EBU-Europameister im Superfedergewicht.
Sein größter Erfolg als Amateur war der Gewinn der Silbermedaille im Leichtgewicht bei den Olympischen Sommerspielen 1996.

## Amateurkarriere
Tontscho Tontschew war Viertelfinalist im Bantamgewicht der Junioren-Weltmeisterschaft 1989 in Bayamón, Bronzemedaillengewinner im Federgewicht bei der Junioren-Europameisterschaft 1990 in Ústí, sowie Achtelfinalist der Junioren-Weltmeisterschaft 1990 in Lima.
1991 gewann er eine Bronzemedaille im Leichtgewicht bei der Europameisterschaft in Göteborg, schied jedoch bei der Weltmeisterschaft in Sydney noch in der Vorrunde gegen den Australier Justin Rowsell aus.
Bei den Olympischen Sommerspielen 1992 in Barcelona besiegte er im Leichtgewicht den Kubaner Julio González und Henry Kungsi aus Papua-Neuguinea, ehe er im Viertelfinale gegen den US-Amerikaner Óscar de la Hoya auf einem fünften Platz ausschied. Darüber hinaus gewann er im selben Jahr noch eine Bronzemedaille im Leichtgewicht bei der Militär-Weltmeisterschaft (CISM) in Aarhus.
1993 erreichte er den zweiten Platz im Leichtgewicht beim Challenge Match in Istanbul, verlor jedoch bei der Europameisterschaft in Bursa noch im Achtelfinale gegen den Georgier Paata Gwasalia.
1994 gewann er eine Bronzemedaille im Leichtgewicht beim Weltcup in Bangkok, sowie 1995 ebenfalls eine Bronzemedaille im Leichtgewicht bei den Sommer-Militärweltspielen in Rom.
1996 unterlag er bei der Europameisterschaft in Vejle erst im Finale des Leichtgewichts gegen Leonard Doroftei und startete daraufhin als Vize-Europameister bei den Olympischen Sommerspielen in Atlanta. Dort kämpfte er sich gegen Octavian Tsicu aus Moldawien, Denis Zimba aus Sambia, Michael Strange aus Kanada und Terrance Cauthen aus den USA bis in das Finale vor, wo er knapp mit 3:3+ gegen den Algerier Hocine Soltani unterlag und die olympische Silbermedaille gewann.

## Profikarriere
Tontschew boxte als Profi von April 1997 bis Dezember 2007. Im April 1999 wurde er mit einem Sieg gegen den Ukrainer Rachim Mingalejew (Bilanz: 21-10) WBA-Intercontinental-Champion im Superfedergewicht und konnte den Titel gegen László Bognár (24-2) und Jimmy Zeikle (27-3) verteidigen. Im März 2000 gewann er mit einem Sieg gegen Kirkor Kirkorow (21-1) auch den Titel WBC-International-Champion im Superfedergewicht und gewann Titelverteidigungen gegen Dramane Nabaloum (28-1) und Charles Shepherd (19-8).
Am 20. Januar 2001 gewann er mit einem TKO-Sieg in der ersten Runde gegen Anatoli Alexandrow (37-5) den EBU-Europameistertitel im Superfedergewicht. Im August 2001 erlitt er in seinem 25. Kampf seine erste Niederlage gegen Luis Lizarraga (30-26) und verlor im September 2002 auch gegen Daniel Attah (20-1).
Im Januar 2004 siegte er beim Kampf um den international eher unbedeutenden WBU-Weltmeistertitel im Leichtgewicht durch TKO in der fünften Runde gegen Francky Leroy (24-1), verlor jedoch im Juli 2005 durch TKO in der zweiten Runde gegen Siarhei Huliakewitsch (15-0) und im September 2005 nach Punkten gegen János Nagy (22-0).
Im April 2007 verlor er beim Kampf um den EBU-Europameistertitel im Leichtgewicht durch KO in der dritten Runde gegen Juri Ramanau (18-2). Seinen letzten Kampf verlor er im Dezember 2007 gegen Paul McCloskey (13-0).